# Alps
Pour l’article homonyme, voir Alps_(film).
Alps est la station de sports d'hiver la plus au nord de la Corée du Sud. La température y est en moyenne de 5 degrés inférieure à celle des autres stations du pays et il y neige davantage. Le ski nocturne y est facilité en raison de faibles écarts de température entre le jour et la nuit. 

## Attractions aux alentours
- Parc national de Seoraksan (à 45 min)
- Sources chaudes de Cheoksan (à 35 min)
- Temple de Naksansa (à 45 min)
- Temple de Baekdamsa (à 15 min)
- Observatoire de l'Unification de Goseong (à 15 min)